# Dysdera punctata
Dysdera punctata är en spindelart som beskrevs av Carl Ludwig Koch 1838. Dysdera punctata ingår i släktet Dysdera och familjen ringögonspindlar. Inga underarter finns listade i Catalogue of Life.